# La embajada (documental de Carmen Castillo)
La embajada (título original en francés: Chili 1973: une ambassade face au coup d'État) es un documental de 2020 de la directora chilena Carmen Castillo.
Se enfoca en la acción de los diplomáticos franceses en Santiago, en particular del embajador Pierre de Menthon y de su esposa Françoise de Menthon, después del golpe de Estado de 1973.

## Trama

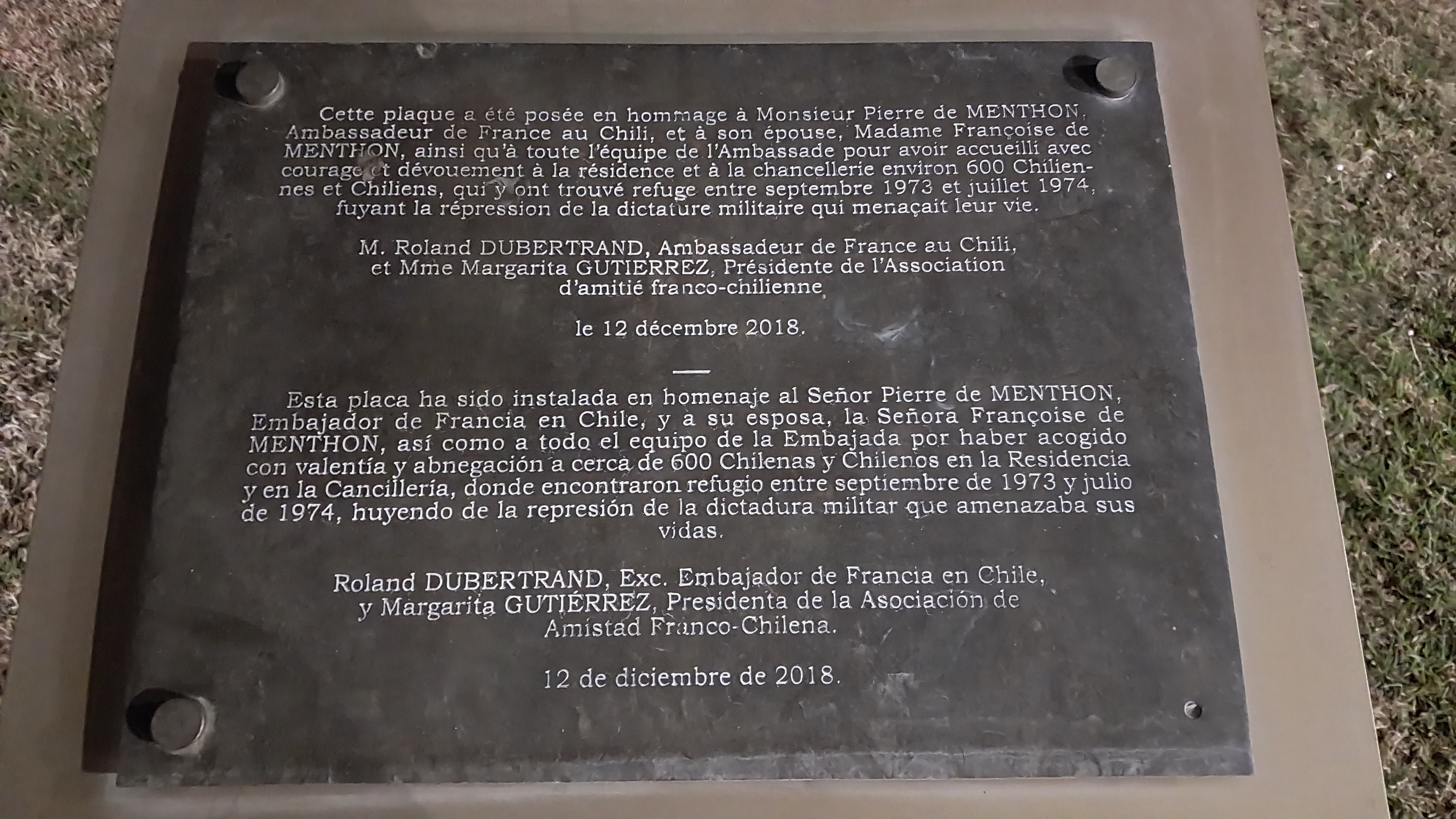
Placa conmemorativa en homenaje a Pierre y Françoise de Menthon en la residencia de Francia en Santiago

El documental muestra la acción de los diplomáticos franceses, en particular del embajador Pierre de Menthon y de su esposa Françoise de Menthon, que, desobedeciendo a su jerarquía y saliendo de su reserva, acogieron militantes refugiados en la embajada y en su residencia entre septiembre del 1973 y julio del 1974. Los diplomáticos franceses estuvieron inicialmente varios días sin comunicación con Francia y tuvieron que tomar primeras decisiones. Luego, a pesar de que el presidente francés Georges Pompidou y su primer ministro Pierre Messmer no apoyaban al presidente Salvador Allende, la acción de los diplomatas en Chile permitió salvar a alrededor de 600 militantes chilenos y 70 militantes franceses, que fueron acogidos y recibieron salvoconductos de la embajada para poder salir del país.
En el documental, Carmen Castillo comparte recuerdos de refugiados en la embajada francesa en Santiago, archivos de época, testimonios de diplomatas, extractos de la película On vous parle du Chili ("Les hablamos de Chile") del director Chris Marker y extractos de las memorias de la pareja de Menthon.

## Recepción
De acuerdo con el diario Le Monde, el documental logra captar el clima de angustia vivido en Santiago, donde afuera de la embajada se encuentran cadáveres en el río Mapocho y se escuchan disparos, aterrorizando los militantes refugiados.De acuerdo con el periódico Télérama, el documental "cuestiona la capacidad de librarse de órdenes injustos y de asumir su responsabilidad de humanidad".

## Difusión
La embajada fue estrenado en junio de 2019 en la Cineteca Nacional de Chile, con la presencia de los embajadores de Francia e Italia, la directora del Centro Cultural La Moneda, la directora de Cineteca Nacional, y la documentalista Carmen Castillo, entre otros.
El documental se transmitió en enero de 2020 en el canal francés France 5y el 17 de septiembre de 2023 en el mismo canal.